# Tomba Tinkinswood

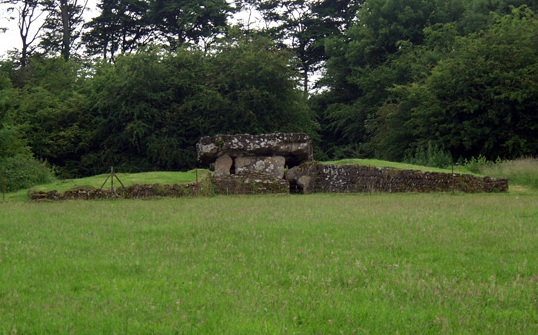
Tomba Tinkinswood.

La tomba Tinkinswood (gal.: Siambr Gladdu Tinkinswood), conosciuta anche come Castell Carreg, Llech-y-Filiast o Maes-y-Filiast, è una tomba megalitica a camera, realizzata intorno al 4.000 a.C. durante il neolitico e sita nel Vale of Glamorgan, Galles.
La struttura può essere definita un dolmen, che è la tipologia di monumento megalitico più diffusa in Europa. Il dolmen è del tipo denominato Severn/Cotswold e consiste in una grande lastra superiore sorretta da due piccoli pilastri in pietra. Il tetto consiste in una lastra di limonite pesante circa 36 tonnellate e misura 7,4x4,2 metri ed è la più grande in Inghilterra e una delle più grandi in Europa. Si suppone che per porre la lastra all'altezza desiderata, sia stato necessario lo sforzo congiunto di circa 200 persone. Il monumento fu in origine ricoperto da un tumulo di terreno, che nel tempo è stato rimosso pian piano; al presente quello che rimane della montagnola di terra è posto dietro la struttura e misura circa 40x18 metri.

## Storia
Il sito di Tinkinswood in passato era un villaggio neolitico, ma ora tutto quello che rimane è la tomba, costruita nel 4.000 a.C., 1.000 anni prima di Stonehenge.

Il sito venne scavato nel 1914 e all'interno della camera di sepoltura vennero rinvenute 920 ossa umane, quasi tutte rotte. Da questo è emerso che almeno quaranta persone, appartenenti a tutte le età e sesso, vi furono sepolte nel corso del Neolitico; sembrerebbe che il monumento sia stata la sepoltura comune degli abitanti dell'antico villaggio. I cadaveri dei morti furono probabilmente esposti prima di essere trasferiti nella camera di sepoltura. Ceramiche in stile neolitico e Bell-Beaker furono rinvenute nel sito e questa dimostra che la camera di sepoltura fu probabilmente utilizzata dalla comunità per un lungo periodo di tempo, forse fino all'età del bronzo antico. Durante lo scavo furono eseguiti lavori di restauro e venne costruito un pilastro in mattoni per sorreggere la grande pietra del tetto.
Dal sito partono due linee parallele di pietre sotto forma di una strada che porta distante dalla camera di sepoltura, in direzione sud-est. Lungo il secondo viale, direzione nord-est, si trovano molte pietre. Una grande pietra rimane verso est e due lastre piatte poste in piedi puntano la parte superiore della vicina collina Coed Sion.
Il sito è gestito dal Cadw, l'organo gallese responsabile della cura, conservazione e promozione del patrimonio storico del Galles.

## Miti e leggende
Molti dei miti e delle leggende che riguardano Tinkinswood sono associati anche con il vicino sito di sepoltura di San Lythan, posto a breve distanza. La leggenda vuole che chiunque trascorra una notte a Tinkinswood la sera prima del Primo Maggio, del 23 giugno (festività di san Giovanni) o del Solstizio d'Inverno, possa morire, divenire pazzo oppure poeta. Questa leggenda è molto simile a tutte le storie che riguardano le cime montuose. Il gruppo di massi che si trovano a sud-est del monumento sarebbero, secondo un'altra leggenda, delle donne tramutate in pietra mentre partecipavano ad un sabba; altra tipologia di leggenda spesso associata ai dolmen.